# آرمان اودر
آرمان اودر (فرانسوی: Amand Audaire‎; ۲۸ سپتامبر ۱۹۲۴ – ۲۰ دسامبر ۲۰۱۳) دوچرخه‌سوار اهل فرانسه بود.